# Barwotlina
Barwotlina (Phycella Lindl.) – rodzaj roślin z rodziny amarylkowatych. Obejmuje 13 gatunków, występujących endemicznie w północno-zachodniej Argentynie oraz środkowym i północnym Chile. Rośliny zasiedlają różne typy siedlisk, takie jak zarośla pustynne, zarośla twardolistne, lasy, a w wysokich Andach także torfowiska i potoki.

## Morfologia

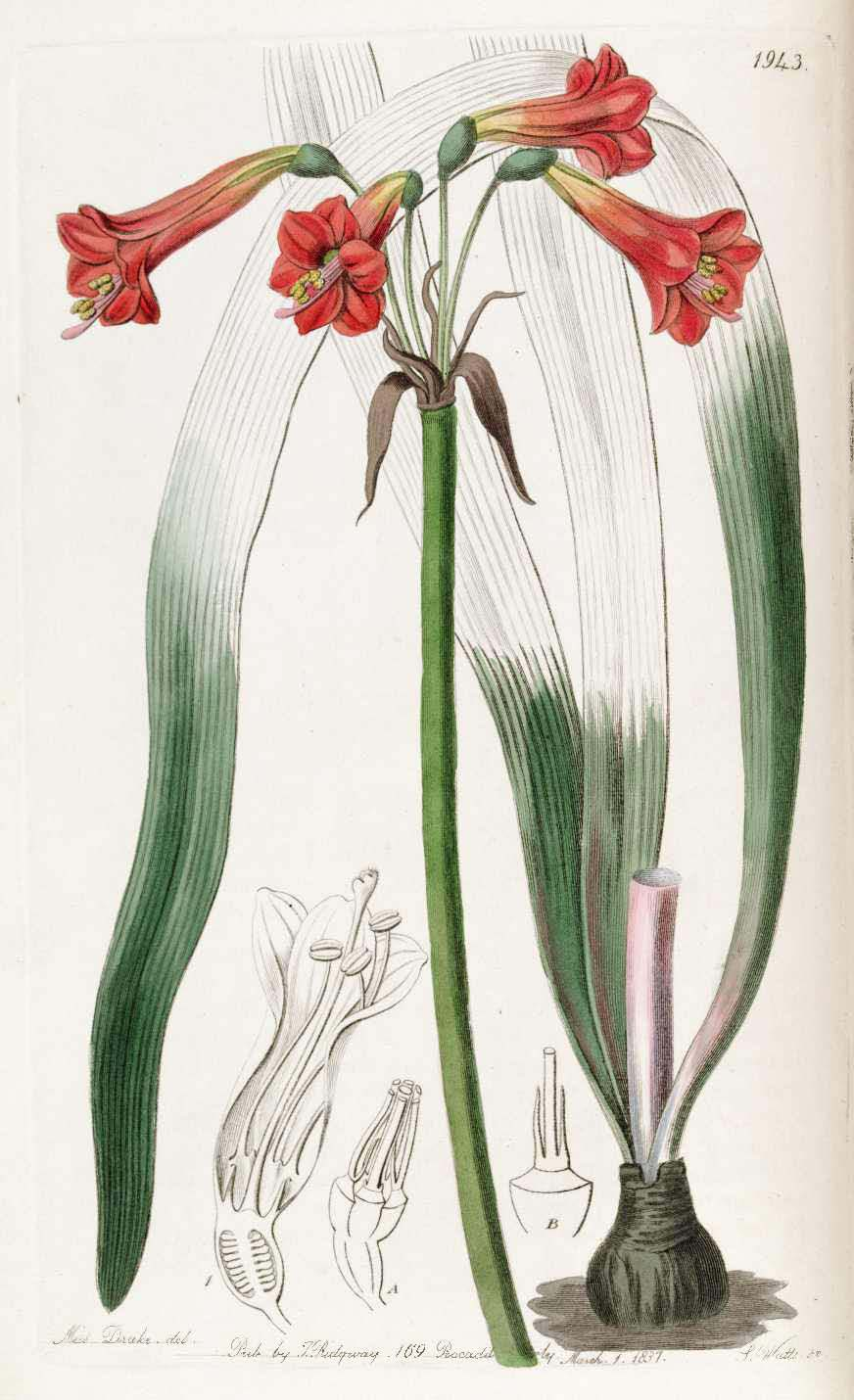
Budowa Phycella brevituba

PokrójWieloletnie rośliny zielne, o wysokości 20–100 cm.
PędJajowata cebula.
LiścieRównowąskie, równowąskolancetowate lub taśmowate, pojawiające się po przekwitnięciu roślin lub przed i obumierające w czasie kwitnienia, o długości 30–60 cm i szerokości 3–30 mm, płaskie lub okrągłe i wypełnione gąbczastą parenchymą, o wierzchołku ostrym do tępego.
KwiatyZebrane od 1 do 9 w baldachowaty kwiatostan, wyrastający na okrągłym na przekroju, pustym w środku głąbiku, o długości 20–30 cm, wsparty dwiema wolnymi, lancetowatymi podsadkami, o długości 3–7 cm. Każdy kwiat wsparty jest równowąskolancetowatą przysadką. Okwiat lekko lub znacznie grzbiecisty, rurkowaty do lejkowatego, czerwony, ciemnoróżowy, biały, kremowy lub rzadziej żółty z czerwonymi podłużnymi liniami wzdłuż lancetowatych listków lub zabarwiony zielonożółtawo u ich nasady, o długości 3–7 cm. Listki okwiatu zrośnięte u nasady w rurkę o długości do 2 cm, wierzchołkowo rozwarte. Przykoronek, jeśli obecny, tworzą podługowato-szydłowate przydatki przeciwległe pręcikom. Pręciki wolne, o nitkowatych nitkach, zebrane w wiązkę, różnej długości, wierzchołkowo wygięte. Zalążnia dolna. Szyjka słupka nitkowata, prosta lub wygięta wpierw w dół, a wierzchołkowo w górę, zakończona główkowatym znamieniem.
OwoceTorebki zawierają płaskie, czarne, błoniasto oskrzydlone nasiona.

## Systematyka
Pozycja systematyczna
Rodzaj z plemienia Hippeastreae, podrodziny amarylkowych Amaryllidoideae z rodziny amarylkowatych Amaryllidaceae.
Wykaz gatunków
- Phycella amoena (Phil.) Nic.García
- Phycella arzae (Phil.) Nic.García
- Phycella australis Ravenna
- Phycella brevituba Herb.
- Phycella chilensis (L'Hér.) Grau ex Nic.García
- Phycella cyrtanthoides (Sims) Lindl.
- Phycella davidii Ravenna) Nic.García
- Phycella fulgens (Hook.f.) Nic.García
- Phycella germainii (Phil.) Nic.García
- Phycella lutea (Phil.) Nic.García
- Phycella maulensis (Ravenna) Nic.García & J.M.Watson
- Phycella ornata (Miers) Nic.García
- Phycella scarlatina Ravenna

## Nazewnictwo
Etymologia nazwy naukowejNazwa naukowa rodzaju pochodzi od greckiego słowa φύκος (phykos – glon, wodorost).
Nazwy zwyczajowe w języku polskimPolska nazwa rodzaju Phycella: barwotlina, wskazana została w Słowniku nazwisk zoologicznych i botanicznych polskich... Erazma Majewskiego wydanym w roku 1894, w Słowniku polskich imion rodzajów oraz wyższych skupień roślin z roku 1900 Józefa Rostafińskiego, a także w Słowniku języka polskiego Zdanowicza i Orgelbranda z 1861 r. i Słowniku języka polskiego Jana Karłowicza, Adama Kryńskiego i Władysława Niedźwiedzkiego z 1902 r.
Synonimy taksonomiczne
- Placea Miers, Edwards's Bot. Reg. 27: t. 50 (1841)
- Rhodophiala C.Presl, Abh. Königl. Böhm. Ges. Wiss., ser. 5, 3: 545 (1845)
- Miltinea Ravenna, Bot. Australis 2: 8 (2003)

## Zastosowanie
Phycella australis zawiera alkaloidy wykazujące działanie neuroprotekcyjne.
Lektyna wiążąca mannozę, wyizolowana z cebulek P. australis, wykazuje ostrą aktywność owadobójczą wobec mszyc.